# 謝玖
謝玖（3世纪？—300年2月6日），晉惠帝司馬衷姬妾，愍懷太子司馬遹之母。她出身屠夫之家，父親以宰羊為生，出身貧賤。但是謝玖卻貌美賢惠，儀容端莊，於是被選入宮中，封為才人。
起初，司馬衷於泰始三年（267年，八歲）被封為太子，還沒立妃。晉武帝顧慮到太子年紀還小，尚不知男女閨房之事，就派謝玖去為太子侍寢。
后由于太子妃賈南風（冊立於272年，妃15歲太子13歲）严妒，謝玖怀孕后只得請求回到西宮，生下一個兒子。小孩都養到三四歲大了，太子還不知道自己有兒子的事。直到後來司馬衷入宮和其他皇子們一起遊玩，偶然握起司馬遹（生於278年）的手，武帝才告訴他：「這是你兒子啊。」
惠帝即位後，立司馬遹為太子。元康五年（295年），谢玖由才人进位淑妃。但是賈后不准太子與親生母親相會，將謝玖另外安置。299年，賈后設計要廢太子，讓太子寫下叛逆文字（陛下宜自了；不自了，吾当入了之。中宫又宜速自了；不了，吾当手了之。并谢妃共要克期而两发，勿疑犹豫，致后患。茹毛饮血于三辰之下，皇天许当扫除患害，立道文为王，蒋为内主。愿成，当三牲祠北君，大赦天下。要疏如律令。），陷他入罪，並連帶將其母謝玖、其妾蔣俊陷為同謀造反，十二月三十（300年2月6日），逮捕杖殺。
永康初，晋惠帝下詔改葬太子，謝玖便與太子合葬在顯平陵，並且追贈她夫人印綬。

## 延伸阅读
[在维基数据编辑]
 《晉書/卷031》，出自房玄齡《晉書》